# Mostefa Ben Brahim
Mostefa Ben Brahim (em árabe: مصطفى بن ابراھيم) é uma comuna localizada na província de Sidi Bel Abbès, Argélia. De acordo com o censo de 2008, a população total da cidade era de 9 268 habitantes.